# Maria Rodrigues (Leichtathletin)
Maria Cristina Bernardo Vaqueiro Rodrigues (* 4. Juni 1971) ist eine ehemalige brasilianische Langstreckenläuferin. Sie gewann drei Goldmedaillen bei den südamerikanischen Meisterschaften. 2001 in Manaus gewann sie ein Doppel über 5000 und 10.000 Meter und behielt dann ihren 5000-Meter-Titel an den Meisterschaften 2003 in Barquisimeto.
Rodrigues vertrat Brasilien zweimal bei den IAAF-Weltmeisterschaften im Crosslauf (1999 und 2000) und nahm 2006 an den IAAF-Weltmeisterschaften im Straßenlauf teil. Außerdem gewann sie internationale Medaillen bei den Ibero-Amerikanischen Meisterschaften (10.000 m Bronze im Jahr 2000) und den südamerikanischen Cross-Country-Meisterschaften (Silber im Jahr 1999).
Im Jahr 2003 war sie brasilianische Meisterin über 5000 Meter.